# Kelly Knox
Kelly Knox (1984) è una modella inglese.

## Biografia
Modella disabile nata senza l'avambraccio sinistro, nel 2008 ha partecipato e vinto al reality Britain's Missing Top Model su BBC Three, ottenendo un servizio fotografico sulla rivista Marie Claire.
Knox è apparsa nei programmi televisivi How To Look Good Naked e I'm Spazticus.